# Дом Ивана Зворыкина
Дом Ивана Зворыкина (Дом Заславской) — здание в Ростове-на-Дону, расположенное на перекрёстке Пушкинской улицы и переулка Семашко. Построено в 1914 году по проекту архитектора Василия Попова. До революции в доме жил ростовский градоначальник генерал-майор Иван Николаевич Зворыкин. С 1923 по 1926 год в доме жил советский драматург В. М. Киршон. Здание имеет статус объекта культурного наследия регионального значения.

## История
Здание было построено в 1914 году по проекту архитектора Василия Попова. В доме размещалось управление Ростовского-на-Дону градоначальства и квартира градоначальника Ивана Николаевича Зворыкина. После прихода советской власти дом был национализирован. Там разместились различные конторы, учреждения, жилые квартиры и общежитие совпартшколы. Часть первоначального декора была утрачена.
С 1923 по 1926 год в доме жил советский драматург В. М. Киршон. Его коммунальная квартира была под номером 10, окна выходили во двор. Его супруга, Рита Корн, вспоминала:
В небольшой комнате, чистой, всегда опрятной, стояли письменный стол, два стула, кровать. На столе гора книг, свежие журналы.
В 2000-х годах второй этаж дома занял губернатор Ростовской области Владимир Чуб. Там он проживал со своей семьёй. Здание отреставрировали и установили в нём новый итальянский лифт.

## Архитектура
Трёхэтажный дом занимает угловую часть квартала, его парадные фасады выходят на Пушкинскую улицу и на переулок Семашко. Дом построен в стиле модерн с элементами готики. Единый архитектурно-художественный облик фасадов определяют формы оконных проёмов, эркеры и раскреповки. Цокольный этаж рустован. Из элементов готики в оформлении здания присутствуют фриз с трёхчетвертинными колоннами, декоративные кокошники над окнами первого этажа. Фасады здания увенчаны аттиками со стрельчатыми нишами. Парадный вход имеет форму стрельчатой арки. Угол здания подчёркивается шестиугольным эркером, обрамлённым балконом на уровне второго этажа и увенчанным башенкой с куполом. Изначально на парапете башни размещались фигуры рыцарей (демонтированы в 1960-е).
Дом Иван Зворыкина имеет сложную конфигурацию в плане. Он разделён на две секции с отдельными входами: с улицы Пушкина и с переулка Семашко. В каждой секции имеется двухмаршевая лестница и лифт. Вокруг лестничного холла располагаются квартиры.

## Мемориальные доски
В 1962 году на фасаде здания была установлена мемориальная доска с текстом:
В этом доме в 1923—1926 гг. жил и работал известный советский драматург Владимир Михайлович Киршон, один из создателей первой Ростовской писательской организации
Вторая мемориальная доска, установленная в 1997 году, посвящена собирателю фольклора Фёдору Тумилевичу. Текст на ней гласит:
В этом доме (1932—1964) жил известный донской фольклорист, ученый, писатель Тумилевич Федор Викторович

## Упоминание в литературе
Дом Иван Зворыкина упоминается в стихах ростовского поэта Сергея Королёва:

Он благороден был, как замок -

       тот старый и могучий дом.

 Жильцов необычайных самых

       подозревал я в доме том.

 Недаром высилась достойно

      от башенки невдалеке

 фигура Гипсового воина

      с копьем в откинутой руке.